# 宮內站 (山形縣)
宮內站（日语：／ Miyauchi eki */?）是位於山形縣南陽市宮內，山形鐵道的花長井線車站。

## 歷史
- 1913年（大正2年）10月26日 - 長井輕便線（後來為長井線）赤湯至梨鄉間之間開通，此站啟用，當時車站名為宮內町站。
- 1987年（昭和62年）4月1日 - 伴隨國鐵分割民營化，車站由東日本旅客鐵道（JR東日本）營運[1]。
- 1988年（昭和63年）10月25日 - 山形鐵道接管長井線，成為山形鐵道花長井線車站。車站改名為宮內站。
- 1998年（平成10年）4月1日 - 成為無人車站。
- 2010年（平成22年）8月1日 - 再次成為有人車站。兔子擔任站長和站員。

## 車站構造
車站是一座地面車站，設有1面2線的單式月台。在2010年8月1日再次設有車站職員當值。
靠近車站大樓一方的北邊（荒砥一方）和南邊（赤湯一方）設有出入口。

### 月台
| 月台 | 路線      | 方向                 |
| ---- | --------- | -------------------- |
| 1    | ■花長井線 | 赤湯方向             |
| 2    | ■花長井線 | 今泉、長井、荒砥方向 |

## 車站周邊
- 宮內郵局（日语：宮内郵便局）
- 山形縣立南陽高等學校（日语：山形県立南陽高等学校）
- 南陽市立宮內小學
- 南陽市立宮內中學（日语：南陽市立宮内中学校）
- 南陽市學校午膳中心
- 向山公園（日语：向山公園 (南陽市)）
- 雙松公園（日语：双松公園）
- 公立置賜南陽醫院
- 南陽警署（日语：南陽警察署）宮內派出所
- 熊野神社（日语：熊野神社 (南陽市)） - 站前步行約10分鐘。曾經在國鐵時代設有臨時列車，方便熊野神社的參拜客，由於現時設有山形新幹線，因此不可能再安排臨時列車，轉為安排巴士運送團體客。
- 國道113號（日语：国道113号）
- 山形縣道3號米澤南陽白鷹線（日语：山形県道3号米沢南陽白鷹線）
- 山形縣道5號山形南陽線（日语：山形県道5号山形南陽線）

## 使用狀況
以下為1日平均乘車人次變化
| 乘車人次變化 | 乘車人次變化      |
| 年度         | 一日平均 乘車人次 |
| ------------ | ----------------- |
| 1997         | 462               |
| 1998         | 447               |
| 1999         | 411               |
| 2000         | 394               |
| 2001         | 370               |
| 2002         | 364               |
| 2003         | 344               |
| 2004         | 346               |
| 2005         | 324               |
| 2006         | 307               |
| 2007         | 302               |
| 2008         | 294               |
| 2009         | 306               |
| 2010         | 313               |
| 2011         | 311               |
| 2012         | 299               |
| 2013         | 272               |
| 2014         | 261               |
| 2015         | 252               |
| 2016         | 248               |
| 2017         | 246               |

## 兔子站長
在2010年8月1日車站再次成為有人車站之際，此站不單只安排人員當值。還安排與山形鐵道和此站有深淵源的動物兔子作為站長和站員「上班」。該兔子是來自山形鐵道職員的母校置賜農業高等學校，在同年5月出生。當時轉讓了3隻兔子予山形鐵道，當中1隻是白兔名為，並成為站長。其餘2隻分別名為和，並成為站員。另外，鄰近此站的蕎麥屋中飼養了金龜，成為了兼職站員。
在2011年3月11日發生了東日本大震災。此站的錄行5弱的震度。站長受驚，因此沒有穿上站長服和制服帽。在同年6月24日發生了寫真集（攝影師：藤本雅秋（動物攝影師）），拍攝了的快照和日常相片。
在2016年10月23日舉行「花長井線節」之際，也是在東北地區內第三部門鐵道之一的會津鐵道中，於蘆之牧溫泉站「上班」的公貓站長進行禮節性拜訪。於同年「花長井線節」中，除了長井和荒砥兩站外，此站也首次加入成為會場之一。站長前往此站和長井站兩站進行禮節性拜訪〔上午到訪此站，下午到訪長井站〕。當中，與兩站長首次會面，受到眾人注目。
在「花長井線節」舉行後約1個半月。於2016年12月13日早上，部下站員逝世，終年6歲（相當於人類52歲）。在翌年的2017年4月11日，另一名部下站員也逝世，終年6歲。和兩站員在死亡後翌日進行火葬。後來南陽市熊野大社的祭司舉行了追悼會「三隻兔子的傳說」。

## 相鄰車站
山形鐵道
花長井線
南陽市役所－宮內－織機

## 注腳

## 外部連結
- 兔子站長的X（前Twitter）